# إعادة تدوير غاز العادم

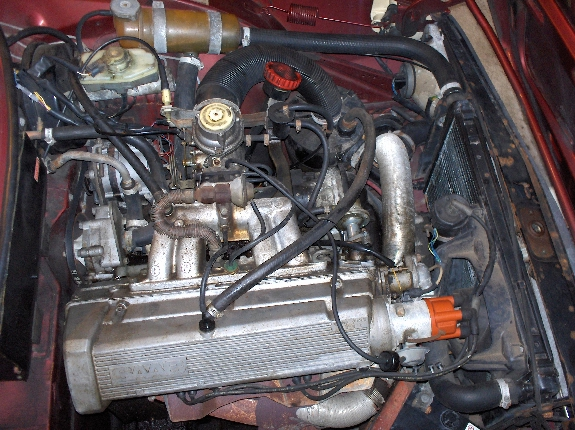
صمام إعادة تدوير غاز العادم في الجزء العلوي من محرك سيارة ساب 90 موديل 1987

إعادة تدوير غاز العادم في محركات الاحتراق الداخلي، إعادة تدوير غاز العادم (EGR) هو أكسيد النيتروجين، وهي تقنية تقليل الانبعاثات المستخدمة في البنزين ومحركات الديزل وبعض محركات الهيدروجين.

## نبذة
يعمل إعادة تدوير غاز العادم عن طريق إعادة تدوير جزء من غاز عادم المحرك إلى أسطوانات المحرك. هذا يخفف من الأكسجين في تيار الهواء الداخل ويوفر غازات خاملة للاحتراق لتعمل كممتصات لحرارة الاحتراق لتقليل درجات الحرارة القصوى داخل الأسطوانة.
لايتم إنتاج أحادي أكسيد النيتروجين في درجات حرارة عالية في الغلاف الجوي والذي يحدث في أسطوانة الاحتراق، وهذا يحدث عادة عند ضغط ذروة الأسطوانة. من المزايا الأساسية الأخرى لصمامات إعادة تدوير غاز العادم الخارجية في محرك الإشعال بالشرارة زيادة الكفاءة، حيث يسمح تخفيف الشحنة بوضع أكبر للخانق ويقلل من خسائر الضخ المصاحبة.
يستخدم محرك SkyActiv بشاحن توربيني من قبل شركة مازدا غازات عادم معاد تدويرها ومبردة لتقليل درجات حرارة غرفة الاحتراق، وبالتالي السماح للمحرك بالعمل بمستويات دفع أعلى قبل أن يتم إثراء خليط الهواء والوقود لمنع خبط المحرك.
في محرك البنزين، يزيح هذا العادم الخامل قدرًا من الشحنة القابلة للاحتراق في الأسطوانة، مما يقلل بشكل فعال كمية الشحنة المتاحة للاحتراق دون التأثير على نسبة الهواء إلى الوقود.
في محرك الديزل، يحل غاز العادم محل بعض الأكسجين الزائد في خليط ما قبل الاحتراق. لانه لا
يتشكل أحادي أكسيد النيتروجين بشكل أساسي عندما يتعرض لدرجة حرارة عالية، فإن درجات حرارة غرفة الاحتراق المنخفضة الناتجة عن إعادة تدوير غاز العادم تقلل من كمية أحادي أكسيد النيتروجين.